# Canton de Millau-1
Cet article possède un paronyme, voir Canton de Millau.
Le canton de Millau-1 est une circonscription électorale française du département de l'Aveyron, créée par le décret du 21 février 2014 et entrée en vigueur lors des élections départementales de 2015.

## Histoire
Un nouveau découpage territorial de l'Aveyron entre en vigueur en mars 2015, défini par le décret du 21 février 2014, en application des lois du 17 mai 2013 (loi organique 2013-402 et loi 2013-403). Les conseillers départementaux sont, à compter de ces élections, élus au scrutin majoritaire binominal mixte. Les électeurs de chaque canton élisent au Conseil départemental, nouvelle appellation du Conseil général, deux membres de sexe différent, qui se présentent en binôme de candidats. Les conseillers départementaux sont élus pour 6 ans au scrutin binominal majoritaire à deux tours, l'accès au second tour nécessitant 12,5 % des inscrits au 1er tour. En outre la totalité des conseillers départementaux est renouvelée. Ce nouveau mode de scrutin nécessite un redécoupage des cantons dont le nombre est divisé par deux avec arrondi à l'unité impaire supérieure. En Aveyron, le nombre de cantons passe ainsi de 46 à 23. Le canton de Millau-1 fait partie des 21 nouveaux cantons du département, deux cantons conservant leur dénomination (Saint-Affrique et Villefranche-de-Rouergue).

## Représentation
| Période élective | Période élective | Mandat | Mandat   | Identité                | Nuance | Nuance | Qualité |
| ---------------- | ---------------- | ------ | -------- | ----------------------- | ------ | ------ | --- |
| 2015             | 2021             | 2015   | 2021     | Corinne Compan          |        | PCF    | Aide-soignante à Millau, secrétaire départementale du PCF depuis 2018Adjointe à la maire de Millau depuis 2020 |
| 2015             | 2021             | 2015   | 2021     | Jean-Dominique Gonzales |        | DVG    | Psychiatre, ancien adjoint au maire de Millau                                                                  |
| 2021             | 2028             | 2021   | en cours | Claude Assier           |        | LR     | Chef d'entreprise, conseiller municipal (opposition) de Millau                                                 |
| 2021             | 2028             | 2021   | en cours | Hélène Rivière          |        | DVD    | Cadre, Première adjointe au maire de Creissels                                                                 |

### Résultats détaillés

#### Élections de mars 2015
À l'issue du 1er tour des élections départementales de 2015, trois binômes sont en ballottage : Corinne Compan et Jean-Dominique Gonzales (Union de la Gauche, 29,67 %), Pascale Baraille et Philippe Ramondenc (UDI, 26,81 %) et Bernard Niel et Karine Orcel (DVD, 25,15 %). Le taux de participation est de 57,28 % (6 842 votants sur 11 944 inscrits) contre 59,71 % au niveau départemental et 50,17 % au niveau national.
Au second tour, Corinne Compan et Jean-Dominique Gonzales (Union de la Gauche) sont élus avec 35,14 % des suffrages exprimés et un taux de participation de 59,33 % (2 289 voix pour 7 086 votants et 11 943 inscrits).

#### Élections de juin 2021
Le premier tour des élections départementales de 2021 est marqué par un très faible taux de participation (33,26 % au niveau national). Dans le canton de Millau-1, ce taux de participation est de 37,87 % (4 638 votants sur 12 248 inscrits) contre 43,28 % au niveau départemental. À l'issue de ce premier tour, deux binômes sont en ballottage : Claude Assier et Hélène Rivière (DVD, 41,22 %) et Corinne Compan et Michel Durand (PCF, 30,74 %).
Le second tour des élections est marqué une nouvelle fois par une abstention massive équivalente au premier tour. Les taux de participation sont de 34,3 % au niveau national, 39,56 % dans le département et 39,83 % dans le canton de Millau-1. Claude Assier et Hélène Rivière (DVD) sont élus avec 54,44 % des suffrages exprimés (2 450 voix pour 4 877 votants et 12 245 inscrits),,.

## Composition
| Nom                            | Code Insee | Intercommunalité            | Superficie (km2) | Population (dernière pop. légale)                | Densité (hab./km2) | Modifier                                    |
| ------------------------------ | ---------- | --------------------------- | ---------------- | ------------------------------------------------ | ------------------ | ------------------------------------------- |
| Millau (bureau centralisateur) | 12145      | CC de Millau Grands Causses | 168,23           | Fraction : 11 277 (2022) Commune : 21 859 (2022) | 130                | modifier les données · modifier les données |
| Comprégnac                     | 12072      | CC de Millau Grands Causses | 11,09            | 217 (2022)                                       | 20                 | modifier les données · modifier les données |
| Creissels                      | 12084      | CC de Millau Grands Causses | 28,19            | 1 564 (2022)                                     | 55                 | modifier les données · modifier les données |
| Saint-Georges-de-Luzençon      | 12225      | CC de Millau Grands Causses | 47,73            | 1 584 (2022)                                     | 33                 | modifier les données · modifier les données |
| Canton de Millau-1             | 1211       |                             |                  | 14 642 (2022)                                    |                    | modifier les données                        |

Le canton de Millau-1 est composé de :
1. trois communes entières,
2. la fraction de la commune de Millau située à l'ouest d'une ligne définie par l'axe des voies et limites suivantes : depuis la limite territoriale de la commune d'Aguessac, cours du Tarn, cours du ruisseau de Ladoux, rue Étienne-Delmas, boulevard Emile-Lauret, avenue Jean-Jaurès, ligne de chemin de fer Béziers-Neussargues, tunnel sous la ligne de chemin de fer entre la rue Beau-Soleil et la rue Jules-Massenet, avenue de Calès, boulevard Jean-Gabriac, avenue du Pont-Lerouge, cours du Tarn, jusqu'à la limite territoriale de la commune de Creissels.

## Démographie
En 2022, le canton comptait 14 642 habitants, en évolution de +0,33 % par rapport à 2016 (Aveyron : +0,37 %, France hors Mayotte : +2,11 %).
| 2013   | 2018   | 2022   |
| ------ | ------ | ------ |
| 14 187 | 14 846 | 14 642 |